# Período Reiwa

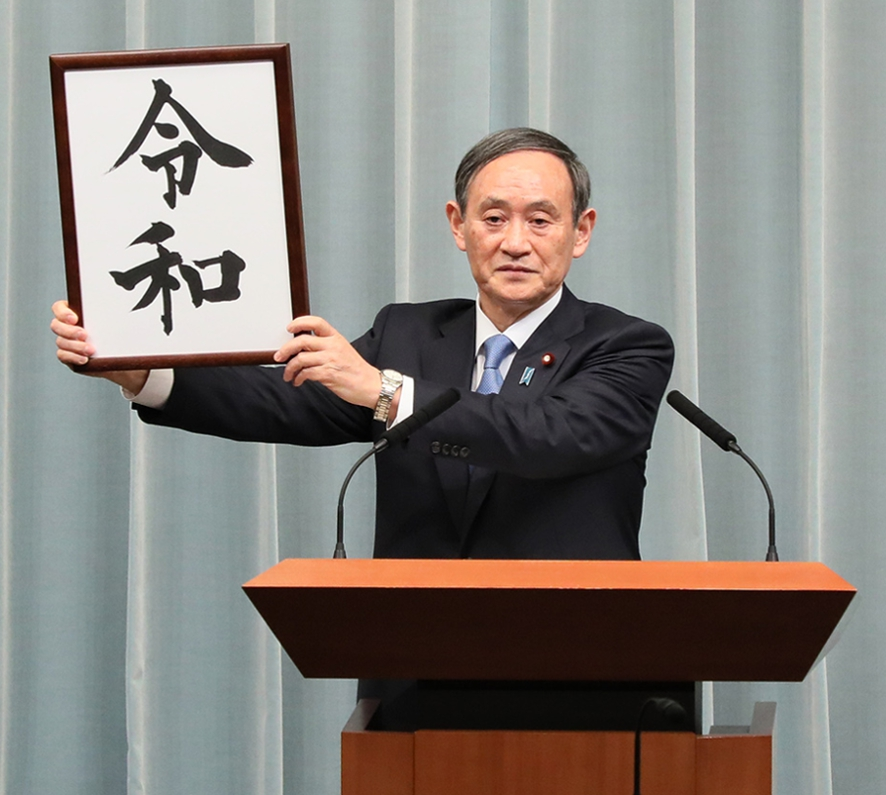
Yoshihide Suga anuncia no Japão a era Reiwa.

Reiwa (令和) é a atual era no Japão. Começou no dia 1 de maio de 2019, com a entronização do imperador Naruhito. Em 30 de abril de 2019, ocorreu a abdicação do Trono do Crisântemo, marcando o fim da era Heisei. O ano de 2019 correspondeu ao ano Heisei 31 até dia 30 de abril e o ano Reiwa 1 (令和元年, Reiwa gannen, "o primeiro ano de Reiwa") a partir de 1 de maio. A palavra "Reiwa" pode ser interpretada como "bela harmonia".

## Contexto

### Escolha do nome
Uma lista de nomes foi feita por um grupo de nove especialistas, sete homens e duas mulheres, e gabinete selecionou o nome final a partir dessa lista. Os nove especialistas foram:
- Midori Miyazaki (宮崎緑) – Professor da Universidade Chiba de Comércio;
- Itsurō Terada (寺田逸郎) – Antigo Chefe de Justiça da Suprema Corte do Japão;
- Shinya Yamanaka (山中伸弥) – Cientista ganhador do Prêmio Nobel; professor da Universidade de Quioto;
- Mariko Hayashi (林真理子) – Roteirista e romancista;
- Sadayuki Sakakibara (榊原定征) – Antigo presidente da Organização de Negócios do Japão;
- Kaoru Kamata (鎌田薫) – Administrador e presidente da Universidade de Waseda;
- Kōjirō Shiraishi (白石興二郎) – Presidente da Associação das Editoras da Jornais do Japão;
- Ryōichi Ueda (上田良一) – Presidente da Japan Broadcasting Corporation;
- Yoshio Ōkubo (大久保好男) – Presidente da Nippon Television Holdings.

No dia posterior ao anúncio, o governo revelou que os outros nomes candidatos sob consideração foram Eikō (英弘), Kyūka (久化), Kōshi ou Kōji (広至), Banna ou Banwa (万和), e Banpo ou Banhō (万保),, três dos quais foram retiradas de duas obras japonesas, o Kojiki e o Nihon Shoki. As pronúncias oficiais desses nomes não foram reveladas, apesar de a leitura de Eikō ter vazado; sendo as outras leituras apenas especuladas. Os principais nomes entre os palpites incluiam An'ei e Heiwa (平和).
O anúncio do início da Era Reiwa foi feito pelo secretário-chefe (官房長官) do Gabinete, Yoshihide Suga (菅 義偉).